# Черничи
Черничи (бел. Чэрнічы) — деревня в Озеранском сельсовете Житковичского района Гомельской области Беларуси.

## География

### Расположение
В 26 км на юг от районного центра и железнодорожной станции Житковичи (на линии Лунинец — Калинковичи), 259 км от Гомеля.

## Гидрография
На реке Припять (приток реки Днепр).

## Транспортная сеть
Пристань на реке Припять. Транспортные связи по автодороге, которая связывает деревню с Житковичами. Планировка состоит из прямолинейной широтной улицы, к которой с юга под острым углом присоединяются 2 параллельные прямолинейные улицы. Жилые дома преимущественно деревянные, усадебного типа.

## История
Обнаруженные археологами поселения раннего железного века (в 0,5 км на север от деревни, в урочище Старое Село), поселение раннего железного века и раннефеодального времени (в 0,6 км на северо-восток от деревни, в урочище Болонье) свидетельствуют о заселении этих мест с давних времён. Согласно письменным источникам известна с XVIII века как деревня в Мозырском повете Минского воеводства Великого княжества Литовского.
После 2-го раздела Речи Посполитой (1793 год) в составе Российской империи. Многочисленные усадьбы и леса, что были рядом, выкупила у графа Сологуба и генерала Селябина английская компания, которая за 3 года вырубила и вывезла близлежащие леса. Император Павел I дал указание вернуть компании деньги и остановить уничтожение лесов. В 1811 году владение казны. В 1834 году в составе Туровского казённого поместья. В 1864 году упоминается в записях офицеров Генерального штаба России, которые изучали эту местность. Согласно переписи 1897 года находились часовня, кузница. В 1908 году в Туровской волости Мозырского уезда Минской губернии. В 1914 году в наёмном доме открыта школа.
В 1930 году организован колхоз «16 партсъезд», работала кузница. Во время Великой Отечественной войны в августе 1941 года немецкие оккупанты сожгли 110 дворов и убили 40 жителей. 48 жителей погибли на фронте. Согласно переписи 1959 года в составе колхоза «Советская Беларусь» (центр — деревня Озераны). Действуют клуб, библиотека.
Название происходит от слова «черньцы» или монахи монастыря, расположенного на месте деревни. Археологически подтверждено наличие неких церковных построек в восточней части села у спуска к Припяти. Так как монастырь на месте нынешнего села Черничи располагался относительно Турова вниз по Припяти точно так же как Феодосиев монастырь(Киево-печерские лавры) в Киеве вниз по Днепру, можноотнести его к главному центральному монастырю всей Туровской епархии во времена Кирилла Туровского. Аналогично можно предположить что и могила Кирилла Туровского находится здесь же. Поскольку в одном из отрывков молитв он обращается в первую чередь к черньцам-если прочитаете этот текст помолитесь обо мне. Следовательно его могила в месте частого пребывания монахов (Павловский А. Т.1.05.2013 г.)

## Население

### Численность
- 2004 год — 134 хозяйства, 247 жителей.

### Динамика
- 1811 год — 48 дворов.
- 1816 год — 248 жителей.
- 1834 год — 252 жителя.
- 1897 год — 74 двора, 520 жителей (согласно переписи).
- 1908 год — 78 дворов 648 жителей.
- 1925 год — 117 дворов.
- 1940 год — 120 дворов, 580 жителей.
- 1959 год — 620 жителей (согласно переписи).
- 2004 год — 134 хозяйства, 247 жителей.